# Cordyla pinnata
Cordyla pinnata là một loài thực vật có hoa trong họ Đậu. Loài này được (A.Rich.) Milne-Redh. miêu tả khoa học đầu tiên.